# Crassostrea virginica
Huître de Virginie, Huître creuse de Virginie
Espèce
Crassostrea virginica (Gmelin, 1791) est le nom scientifique de l'huître américaine, aussi appelée huître de Virginie, ou encore huître creuse de Virginie ; elle est parfois commercialisée sous le nom de son lieu de provenance comme Malpèque, Caraquet, Blue Point, Pine Island, Pugwash.
C'est une espèce indigène américaine, présente sur la façade atlantique ; sa culture est possible.

## Biologie
L'huître américaine est présente sur toute la côte est de l'Amérique du Nord, du Golfe du Mexique jusqu'au Golfe du Saint-Laurent. Pour la croissance et la reproduction, l'huître américaine tolère une échelle de température allant de −2 °C à 32 °C. Elle peut facilement hiberner sous la glace, cessant de s'alimenter en dessous de 4 °C. Par conséquent, au Canada, la période de croissance s'étend de mai à novembre et il faut de 4 à 7 ans pour obtenir une huître de taille commerciale. La plupart des zones de peuplement naturel n'ont pas une marée très forte, les huîtres sont recouvertes d'eau en permanence et vivent en haut de la zone infratidale.

## Pêche
On pêche actuellement environ 109 000 tonnes de Crassostrea virginica par an aux États-Unis, et environ 2 400 tonnes au Canada.
Plusieurs études suggèrent que le peuplement actuel de Crassostrea virginica n'est plus qu'une fraction du peuplement initial, à l'arrivée des colons au XVIIe siècle, en particulier dans la Baie de Chesapeake, en Virginie.

## Élevage
Au Canada, l'élevage de l'huître américaine est pratiqué principalement à l'Île-du-Prince-Édouard, au Nouveau-Brunswick et en Nouvelle-Écosse. Aux États-Unis, l'huître américaine est cultivée depuis 1810 au New Jersey, et les fermes actuelles sont surtout situées au Massachusetts (Cotuit et Wellfleet). La production canadienne est proche de 7 000 tonnes,, et la production américaine approche 4 000 tonnes.
Il faut noter que la capture du naissain dans le milieu naturel est la règle. Les élevages se font le plus souvent en poches flottantes, dans des baies peu profondes. Au Canada, les poches sont déplacées avant l'hiver de manière que les huîtres hivernent sous la glace.